# Cheilanthes contigua
Cheilanthes contigua är en kantbräkenväxtart som beskrevs av Bak. Cheilanthes contigua ingår i släktet Cheilanthes och familjen Pteridaceae. Inga underarter finns listade.